# Красне (Березівський район)
Кра́сне — село Розквітівської сільської громади у Березівському районі Одеської області в Україні. Населення становить 38 осіб.

## Населення
Згідно з переписом 1989 року населення села становило 95 осіб, з яких 50 чоловіків та 45 жінок.
За переписом населення 2001 року в селі мешкало 38 осіб. 100 % населення вказало своєю рідною мовою українську мову.